# Ptolemaeus V Epiphanes
Ptolemaeus V Epiphanes was koning van Egypte van 205 - 180 v.Chr. 
Hij kwam al als klein kind op de troon na de dood van zijn vader Ptolemaeus IV Philopator, als vijfde in de Ptolemaeïsche dynastie, gesticht door Ptolemaeus I Soter I. Zijn moeder was Arsinoë III. Tijdens een serie regentschappen kreeg het aanzien van Egypte in het Midden-Oosten veel te lijden, hoewel de priesters het nieuwe bewind een opluchting vonden vergeleken bij het vorige. De regenten Agathocles, Sosibius, Tlepolemus, Aristomenes, Scopas e.a. hadden in het binnenland weer orde op zake gesteld.  Dat werd duidelijk gemaakt door een aantal proclamaties in steen te laten beitelen in zowel hiërogliefen, demotisch als Grieks. De beroemde Steen van Rosette (van 4 Xandikos = 18 Mechir = 27 maart 196 v.Chr.), die uit zijn regeringsperiode stamt, boodt de mogelijkheid om het Egyptische schrift te ontcijferen. Dit is dan ook de voornaamste reden waarom Epiphanes wat bekender is dan de andere leden van zijn dynastie.
De Rosetta-steen bevat een decreet dat de toenemende invloed van inheemse Egyptenaren in de politiek laat zien. De Macedonische koning belooft hen schulden- en belastingverlichting, de vrijlating van gevangenen, amnestie voor rebellen en meer donaties voor de tempels van de plaatselijke goden.
Antiochus III van Seleucia en Philippus V van Macedonië spanden samen om de overzeese bezittingen van Egypte onder zich te verdelen. Philip bezette verschillende eilanden en plaatsen in Carië en Thracië. Na de Slag bij Panium in 198 v.Chr. verloor Egypte Palestina dat in de handen van de Seleuciden kwam. Antiochus sloot daarna vrede met Egypte en gaf Epiphanes zijn dochter Cleopatra tot vrouw (193 v.Chr.), maar in het volgende conflict met Rome koos Egypte voor de Romeinse kant.
Als volwassen heerser had Epiphanes tirannieke en tamelijk wrede neigingen. Hij was een goed atleet, maar sloeg een rebellie van de Egyptenaren tegen zijn (Grieks) bewind met harde hand neer.
Zijn oudste zoon Ptolemaeus VI Philometor volgde hem als kind onder voogdij van zijn moeder Cleopatra I op.
Dit is zijn naam geschreven in hiërogliefen, afkomstig van de Steen van Rosette.
| p · t | wA | l · M | i | i | s |

| P T | O | L M | I I S |